# Bob Rock
Robert Jens Rock (Vancouver, 19 aprile 1954) è un chitarrista, bassista, produttore discografico e tecnico del suono canadese.

## Biografia
Iniziò la propria carriera come chitarrista e cofondatore del gruppo musicale dei Payolas. Nello stesso periodo venne assunto come assistente ingegnere del suono presso i Little Mountain Sound Studios di Vancouver, collaborando in particolare con Bruce Fairbairn, e poi diventò uno dei produttori più apprezzati e ricercati della scena rock internazionale.
Rock è famoso per aver influito in modo significativo sulla musica di alcuni gruppi heavy metal e hard rock, addolcendolo e rendendolo meno estremo. Un esempio molto significativo di questo aspetto è possibile coglierlo confrontando i primi album dei Metallica con quelli prodotti da lui (dall'album omonimo fino a St. Anger). Il cambiamento di stile dei Metallica in seguito al loro sodalizio con Rock è stato anche motivo di critiche e attacchi al produttore da parte dei vecchi fan del gruppo. Qualcosa di simile avvenne con gli album dei Mötley Crüe. Fra gli altri artisti che si sono avvalsi di Rock come produttore si possono citare i Bon Jovi, Bryan Adams, Cher, i Cult, David Lee Roth, gli Skid Row, Veruca Salt, Nina Gordon, Our Lady Peace, The Tragically Hip e i Simple Plan.
Pur essendo principalmente un produttore, Rock saltuariamente riprese anche il ruolo di musicista. Nel 1993 formò un gruppo chiamato Rockhead, che incise un singolo album omonimo. Nel 2003 incise le parti di basso per l'album St. Anger dei Metallica (prima dell'ingresso del bassista Robert Trujillo ex Suicidal Tendencies) e collaborò nella creazione dell'album tributo ai Ramones We're a Happy Family - A Tribute to Ramones.
Nel 2005 l'ostilità dei fan dei primi lavori dei Metallica nei confronti del lavoro di Bob Rock prese la forma di una petizione online internazionale con cui si chiedeva al gruppo di cambiare produttore. La richiesta venne infine accolta e la band dichiarò che il loro successivo album sarebbe stato prodotto da Rick Rubin, famoso per le sue collaborazioni con musicisti come Slayer, Red Hot Chili Peppers, System of a Down, Slipknot, Johnny Cash e Linkin Park.
Nel 2008 collaborò con gli Offspring nella creazione del loro ottavo album in studio, Rise and Fall, Rage and Grace mentre, nel 2012, produsse sempre per gli Offspring il nono album, Days Go By.

## Discografia

### Musicista
- Payolas – In a Place Like This (1981)
- Payolas – No Stranger to Danger (1982)
- Strange Advance – Worlds Away (1982)
- Payolas – Hammer on a Drum (1983)
- Paul Hyde & The Payolas – Here's the World for Ya (1985)
- Zappacosta – A to Z (1986)
- Rock and Hyde – Under the Volcano (1987)
- Mötley Crüe – Dr. Feelgood (1989)
- Rockhead – Rockhead (1992)
- Metallica – St. Anger (2003)

### Produttore
- 1979 – Young Canadians – Hawaii (EP)
- 1979 – The Subhumans – Death Was Too Kind (EP)
- 1980 – Pointed Sticks – Perfect Youth
- 1981 – Payolas – In a Place Like This
- 1986 – Zappacosta – A to Z
- 1986 – The Cheer – Shot with Our Own Guns
- 1987 – Rock and Hyde – Under the Volcano
- 1988 – Kingdom Come – Kingdom Come
- 1988 – Colin James – Colin James
- 1989 – The Cult – Sonic Temple
- 1989 – Blue Murder – Blue Murder
- 1989 – Mötley Crüe – Dr. Feelgood
- 1989 – Loverboy – Big Ones
- 1990 – Little Caesar – Little Caesar
- 1990 – Electric Boys – Funk-O-Metal Carpet Ride
- 1991 – David Lee Roth – A Little Ain't Enough
- 1991 – Cher – Love Hurts
- 1991 – Metallica – Metallica
- 1991 – Mötley Crüe – Decade of Decadence
- 1992 – Bon Jovi – Keep the Faith
- 1992 – Rockhead – Rockhead
- 1993 – Quireboys – Bitter Sweet & Twisted
- 1994 – Mötley Crüe – Mötley Crüe
- 1994 – The Cult – The Cult
- 1995 – Skid Row – Subhuman Race
- 1996 – Metallica – Load
- 1997 – Metallica – ReLoad
- 1997 – Veruca Salt – Eight Arms to Hold You
- 1998 – Metallica – Garage Inc.
- 1998 – Bryan Adams – On a Day Like Today
- 1998 – Mötley Crüe – Greatest Hits
- 1999 – Tal Bachman – Tal Bachman
- 1999 – Metallica – S&M
- 2000 – Sins of the Fallen Son – The Raven
- 2000 – Nina Gordon – Tonight and the Rest of My Life
- 2000 – Paul Hyde – Living off the Radar
- 2000 – Metallica – I Disappear
- 2000 – The Moffatts – Submodalities
- 2001 – American Hi-Fi – American Hi-Fi
- 2001 – Antifreez – The Sunshine Daisies
- 2001 – The Cult – Beyond Good and Evil
- 2001 – Econoline Crush – Brand New History
- 2002 – Our Lady Peace – Gravity
- 2003 – Tonic – Head on Straight
- 2003 – Metallica – St. Anger
- 2004 – The Tea Party – Seven Circles
- 2004 – Simple Plan – Still Not Getting Any...
- 2005 – Mötley Crüe – Red, White & Crüe
- 2005 – Our Lady Peace – Healthy in Paranoid Times
- 2006 – Nina Gordon – Bleeding Heart Graffiti
- 2006 – Lostprophets – Liberation Transmission
- 2006 – Joan Jett & the Blackhearts – Sinner
- 2006 – The Tragically Hip – World Container
- 2007 – Payolas – Langford Part 1
- 2007 – Michael Bublé – Call Me Irresponsible
- 2008 – Gavin Rossdale – WANDERlust
- 2008 – The Offspring – Rise and Fall, Rage and Grace
- 2008 – The Sessions – The Sessions Is Listed as In a Relationship
- 2008 – D.O.A. – Northern Avenger
- 2009 – The Tragically Hip – We Are the Same
- 2009 – 311 – Uplifter
- 2009 – Art Bergmann - Lost Art Bergmann
- 2009 – Michael Bublé – Crazy Love
- 2010 – Michael Bublé – Crazy Love (Hollywood Edition)
- 2010 – American Bang – American Bang
- 2011 – Sins of the Fallen Son – End time
- 2011 – 311 – Universal Pulse
- 2011 – Bush – The Sea of Memories
- 2011 – Jann Arden – Uncover Me 2
- 2011 – Michael Bublé – Christmas
- 2011 – Ron Sexsmith – Long Player Late Bloomer
- 2012 – The Cult – Choice of Weapon
- 2012 – Loverboy – Rock 'n' Roll Revival
- 2012 – The Offspring – Days Go By
- 2012 – Nelly Furtado – The Spirit Indestructible
- 2013 – Michael Bublé – To Be Loved
- 2014 – Black Veil Brides – Black Veil Brides
- 2014 – Sarah McLachlan – Shine On
- 2014 – Jann Arden – Everything Almost
- 2014 – Bryan Adams – Tracks of My Years
- 2016 – The Cult – Hidden City
- 2017 – Bush – Black and White Rainbows
- 2018 – Jann Arden – These Are the Days
- 2019 – Bryan Adams – Shine a Light
- 2019 – Mötley Crüe – The Dirt Soundtrack [4]
- 2021 – The Damn Truth – This Is Who We Are Now
- 2021 – The Offspring – Let the Bad Times Roll

### Collaboratore
- 1979 – Prism – Armageddon
- 1979 – Survivor – Survivor
- 1979 – Servant – Shallow Water
- 1980 – Private Lines – Trouble in School
- 1980 – Prism – Young and Restless
- 1980 – Loverboy – Loverboy
- 1980 – Modernettes – Teen City
- 1981 – Servant – Rockin' Revival
- 1981 – Loverboy – Get Lucky
- 1982 – Strange Advance – Worlds Away
- 1982 – Payolas – No Stranger to Danger
- 1983 – Loverboy – Keep It Up
- 1983 – Payolas – Hammer on a Drum
- 1984 – Krokus – The Blitz
- 1984 – Sins of the Fallen Son – The Raven
- 1984 – Chilliwack – Look in Look Out
- 1985 – Paul Hyde & The Payolas – Here's the World for Ya
- 1985 – Black 'N Blue – Without Love
- 1986 – Zappacosta – A to Z
- 1986 – Honeymoon Suite – The Big Prize
- 1986 – Paul Janz – Electricity
- 1986 – Bon Jovi – Slippery When Wet
- 1987 – Rock and Hyde – Under the Volcano
- 1987 – Loverboy – Wildside
- 1987 – Aerosmith – Permanent Vacation
- 1988 – Bon Jovi – New Jersey
- 1989 – Paul Dean – Hard Core
- 2022  – Kirk Hammett – Portals

### Tributi
- 2003 – We're a Happy Family - A Tribute to Ramones